# Polizeiruf 110: Winterende
Winterende ist ein deutscher Kriminalfilm aus dem Jahr 2004. Der Fernsehfilm erschien als 259. Folge der Filmreihe Polizeiruf 110 und wurde im Auftrag des NDR unter der Regie von Andreas Kleinert produziert. Kriminalhauptkommissar Jens Hinrichs (Uwe Steimle) ermittelt in seinem 22. Fall. Für seinen Kollegen Tobias Törner (Henry Hübchen) ist es der 3. Fall in Schwerin.

## Handlung
Bestattungsunternehmer Preusler kommt in seiner eigenen Sauna zu Tode. Jemand hatte das Thermostat auf 120 Grad Celsius gedreht und die Tür verkeilt. Letztendlich ist er dort an Kreislaufversagen gestorben. Die Ehefrau kann sich nicht vorstellen, wer ihrem Mann Böses wollte, er wäre eine „Seele von Mensch“ gewesen und es könne sich nur um eine Verwechslung handeln. Wenige Tage später wird Johanna Preusler telefonisch bedroht. Vor Angst bittet sie Kommissar Törner, sie zu beschützen und zu ihr ins Haus zu ziehen. Dort erfährt er, dass Preusler nicht ganz so makellos war, wie seine Frau es ihm geschildert hatte, denn als Hausangestellte beschäftigten sie ein polnisches Ehepaar und Preusler hatte Anjeschka Jawlenski als Geliebte. Dem Ehemann hatte er als „Abfindung“ dafür einen Kredit eingeräumt.
Hinrichs hat derweil private Sorgen mit seinem Vater. Der ist seit kurzem im Altenheim und fühlt sich dort überhaupt nicht wohl. Sein Sohn besucht ihn daher fast täglich und findet dabei heraus, dass Preuslers Angestellter Jawlenski in dem Altenheim auch als Hausmeister arbeitet. Dabei brachte er regelmäßig Informationen mit über im Sterben liegende Bewohner des Heims, sodass Preusler frühzeitig die Hinterbliebenen kontaktieren und sich die Aufträge sichern konnte.
Törner ist mittlerweile davon überzeugt, dass der Drohanruf bei Johanna Preusler von ihr nur erfunden war, damit sie nicht so allein ist. Ebenso scheidet für ihn eine Täterschaft der Jawlenskis aus, da er sie beide als überaus liebenswerte und ehrliche Menschen kennengelernt hatte. Dagegen erscheint ihm Preuslers Angestellter Janson mehr und mehr verdächtig. Da sein Chef vor Anjeschka ein Verhältnis mit der hübschen Grabrednerin Marianne Dammers hatte und Janson selber in diese Frau verliebt war, hatte er aus Liebe zu ihr eingewilligt, Preusler aus dem Weg zu räumen. Dammers war zutiefst gekränkt, dass Preusler sich eine jüngere Geliebte gesucht hatte, und entwickelte Rachegefühle. Da das Bestattungsunternehmen früher zum Teil ihren Eltern gehörte, ehe sie sich mit Preusler zusammengetan hatten, würde Marianne Dammers nach seinem Tod das Bestattungsunternehmen erben. Das war vertraglich so vereinbart und trug mit zu der Entscheidung bei, Preusler aus dem Weg zu räumen.

## Kritik
Die Kritiker der Fernsehzeitschrift TV Spielfilm vergaben die beste Wertung (Daumen nach oben) und urteilten über die „sanft schimmernde Perle der Serie“: „Unbequeme Themen, schlau rübergebracht“.